# Trinidad e Tobago nos Jogos Pan-Americanos de 1963
Trinidad e Tobago competiu nos Jogos Pan-Americanos de 1963 em São Paulo de 20 de abril a 5 de maio de 1963. Conquistou uma medalha de ouro.